# Episodi de Il commissario Wallander
Gli episodi de Il commissario Wallander vanno in onda dal 30 novembre 2008 sul canale inglese BBC One.
In Italia le prime due stagioni sono andate in onda in prima visione su Sky Cinema 1 dal 14 giugno 2009. La terza e la quarta stagione sono state trasmesse in prima visione su La Effe dal 30 marzo 2014.
| n°               | Titolo originale   | Titolo italiano         | Prima TV UK      | Prima TV Italia   |
| Prima stagione   | Prima stagione     | Prima stagione          | Prima stagione   | Prima stagione    |
| ---------------- | ------------------ | ----------------------- | ---------------- | ----------------- |
| 1                | Sidetracked        | La falsa pista          | 30 novembre 2008 | 14 giugno 2009    |
| 2                | Firewall           | Muro di fuoco           | 7 dicembre 2008  | 21 giugno 2009    |
| 3                | One Step Behind    | Delitto di mezza estate | 14 dicembre 2008 | 28 giugno 2009    |
| Seconda stagione |                    |                         |                  |                   |
| 1                | Faceless Killers   | Assassino senza volto   | 3 gennaio 2010   | 29 agosto 2011    |
| 2                | The Man Who Smiled | L'uomo che sorrideva    | 10 gennaio 2010  | 5 settembre 2011  |
| 3                | The Fifth Woman    | La quinta donna         | 17 gennaio 2010  | 12 settembre 2011 |
| Terza stagione   |                    |                         |                  |                   |
| 1                | An Event in Autumn | Un giorno d'autunno     | 8 luglio 2012    | 30 marzo 2014     |
| 2                | The Dogs of Riga   | I cani di Riga          | 15 luglio 2012   | 6 aprile 2014     |
| 3                | Before the Frost   | Prima del gelo          | 22 luglio 2012   | 13 aprile 2014    |
| Quarta stagione  |                    |                         |                  |                   |
| 1                | The White Lioness  | La leonessa bianca      | 22 maggio 2016   | 6 settembre 2016  |
| 2                | A Lesson in Love   | Lezione d'amore         | 29 maggio 2016   | 13 settembre 2016 |
| 3                | The Troubled Man   | L'uomo inquieto         | 5 giugno 2016    | 20 settembre 2016 |

## Prima stagione

### La falsa pista
Durante il campionato mondiale di calcio, all'inizio dell'estate, un sadico serial killer si accanisce su alcuni uomini anziani e di successo, uccidendoli e prelevando loro lo scalpo con un'ascia. Nel mentre il commissario Kurt Wallander è alle prese con uno strano caso di una ragazza che inspiegabilmente si toglie la vita dandosi fuoco in un campo di colza. Indagando sulle due vicende, apparentemente prive di collegamento logico, Wallander giunge a scoprire un legame sinistro al racket della prostituzione ed alla tratta delle bianche.

### Muro di fuoco
Il commissario Wallander è noto ormai in tutta la cittadina di Ystad, questa volta però si trova di fronte ad un caso in cui c'entra l'informatica, la cosa di cui ormai il mondo moderno non può fare a meno. Quale segreto si cela dietro questo caso?

### Delitto di mezza estate
Tre ragazzi vengono uccisi in un bosco durante la festa del solstizio d'estate. Uno dei principali collaboratori di Wallander, l'ispettore Svedberg viene trovato morto. Wallander crede che tra i delitti ci sia un collegamento, successivamente scopre che Svedberg in segreto aveva condotto un'indagine sui tre ragazzi e nascosto del materiale tra cui una fotografia di donna. Che cosa unisce l'ispettore ucciso ai ragazzi e alla donna?

## Seconda stagione

### Assassino senza volto
A Lenarp, un villaggio nel sud della Svezia, un vecchio contadino di nome Nyström scopre che i suoi vicini di casa, Johannes e Maria Lövgren, sono stati barbaramente torturati; l'uomo è morto e la donna è in fin di vita. Maria è l'unica che potrebbe rivelare alla polizia cosa è accaduto, ma muore poco dopo all'ospedale di Ystad; in punto di morte l'agente Rydberg, che fino all'ultimo continua a farle delle domande nella speranza di saperne di più, la sente pronunciare il nome del marito e la parola "stranieri". Wallander tenterà di portare alla luce quindi i misteriosi assassini.

### L'uomo che sorrideva
Wallander si pone sulle tracce di un magnate della finanza svedese, Alfred Harderberg, che gestisce i suoi affari dall'inaccessibile castello di Farnholm, cliente facoltoso dello studio legale e ultimo ad incontrare in vita Gustaf Torstensson. Durante le indagini, la segretaria dello studio legale Torstensson è destinataria di una mina antiuomo trovata nel suo giardino e lo stesso Wallander, assieme alla nuova collega in forze alla polizia di Ystad, Ann-Britt Höglund, scampa per un soffio ad un attentato. Il commissario deve inoltre indagare anche sul presunto suicidio di Lars Borman, un revisore di conti che aveva inviato agli avvocati, prima di morire, delle lettere minatorie.

### La quinta donna
In Algeria una turista svedese viene uccisa da alcuni fondamentalisti islamici assieme a quattro suore, ma la polizia locale decide di insabbiare la vicenda temendo ripercussioni. Poco dopo in Svezia viene ritrovato il cadavere di un anziano signore. Sembra essere caduto in una fatale trappola: il corpo, su cui hanno banchettato un branco di corvi, è infatti trapassato da canne di bambù. In seguito viene ritrovato il corpo di un fiorista strangolato e legato ad un albero nel bosco. Infine, il cadavere di un ricercatore universitario riemerge tra le acque di un lago, chiuso in un sacco. Il commissario Kurt Wallander inizierà così le indagini scoprendo che la tecnica utilizzata per gli omicidi riconduce ad un unico killer. Non emergono però né legami tra le vittime, né moventi degli omicidi. Assieme ad Ann-Britt Höglund, Wallander si troverà così costretto a districare una matassa il cui filo collega il passato di tutte le vittime.